# فرد أودونيل
فرد أودونيل هو لاعب هوكي الجليد كندي، ولد في 6 ديسمبر 1949 في كينغستون في كندا.

## وصلات خارجية
- فرد أودونيل على موقع دوري الهوكي الوطني (الإنجليزية)
- فرد أودونيل على موقع EliteProspects.com (الإنجليزية)
- فرد أودونيل على موقع HockeyDB.com (الإنجليزية)
- فرد أودونيل على موقع Hockey-Reference.com (الإنجليزية)